# Bill Lee
William Byron (Bill) Lee (Franklin (Tennessee), 9 oktober 1959) is een Amerikaanse ondernemer en politicus van de Republikeinse Partij. Sinds januari 2019 is hij de gouverneur van de Amerikaanse staat Tennessee.

## Biografie
Lee groeide op op een boerderij nabij Franklin, een kleine stad in centraal-Tennessee. Na de middelbare school studeerde hij werktuigbouwkunde aan de Auburn University in Auburn (Alabama) en behaalde daar in 1981 zijn bachelor.
Van 1992 tot 2016 was Lee bestuursvoorzitter van zijn familiebedrijf Lee Company, een loodgietersonderneming die zich ook bezighoudt met constructiewerk, HVAC en elektrische reparaties. Daarnaast was hij door de jaren heen onder meer lid van de raad van bestuur van Belmont University in Nashville, voorzitter van de YMCA in centraal-Tennessee en voorzitter van de Associated Builders and Contractors, een brancheorganisatie voor de bouwindustrie.
Lee is sinds 2008 getrouwd met Maria Lee, die van Italiaanse origine is. In het kader van christelijke missies reisden zij meermaals naar ontwikkelingslanden om mee te helpen in weeshuizen of aan de bouw van woningen. Zijn eerste vrouw Carol Ann, met wie Lee vier kinderen kreeg, overleed in 2000 na een incident tijdens het paardrijden.

### Gouverneur
Zonder politieke ervaring stelde Lee zich in 2017 namens de Republikeinse Partij verkiesbaar voor het gouverneurschap van Tennessee. In de Republikeinse voorverkiezing, waarin hij slechts als outsider werd beschouwd, wist hij verrassend te profiteren van de negatieve campagnes die zijn concurrenten tegen elkaar voerden. Vervolgens moest hij het bij de algemene verkiezingen opnemen tegen de Democraat Karl Dean, voormalig burgemeester van Nashville. Lee behaalde bijna 60% van de stemmen en werd daarmee verkozen tot gouverneur van Tennessee. Op 19 januari 2019 werd hij ingezworen in de hoofdstad Nashville, als opvolger van zijn partijgenoot Bill Haslam. Zijn ambtstermijn loopt tot 2023.
Lee omschrijft zichzelf als sociaal-conservatief. Als gouverneur verzette hij zich tegen de uitbreiding van TennCare, de lokale variant van Medicaid. Ook staat hij zeer kritisch tegenover abortus.